# La trilogia dell'isola di Lewis
L'isola di Lewis è una trilogia di romanzi polizieschi dello scrittore e giornalista scozzese Peter May. I tre romanzi che la compongono (l'autore prevedeva di scriverne 10) sono tutti stati pubblicati nel giro di appena tre anni, tra il 2011 e il 2013, presso l'editore Quercus. Sono stati pubblicati per la prima volta in italiano a partire dal 2012 presso l'editore Einaudi.
I romanzi della serie sono:
- L'isola dei cacciatori di uccelli (The Blackhouse, 2011)
- L'uomo di Lewis (The Lewis Man, 2012)
- L'uomo degli scacchi (The chessman, 2013)

Dopo essere stato rifiutato dalla maggior parte degli editori britannici, L'isola dei cacciatori di uccelli viene per la prima volta pubblicato nel 2009 da una casa editrice francese in lingua d'oltralpe. Subito diviene un successo, vincendo anche il prestigioso Prix des Lecteurs al festival letterario di Le Havre, tanto che nel 2011 la casa editrice scozzese Quercus ne acquista i diritti. Tutti i romanzi sono ambientati nelle Ebridi Esterne, a nord della Scozia, principalmente nell'isola di Lewis and Harris.

## Trama
Le vicende narrate nei romanzi della trilogia vertono principalmente intorno alle inchieste direttamente o indirettamente svolte dal poliziotto, e studente universitario part-time, Fin McLeod. Questi è cresciuto sull'isola di Lewis, e per questo motivo viene inviato lì da Edimburgo ad indagare su un misterioso omicidio che coinvolge un fantasma del suo passato.